# Stoyanka Mutafova
Stoyanka Mutafova est une actrice bulgare née le 2 février 1922 à Sofia et morte dans la même ville le 6 décembre 2019.

## Biographie
Stoyanka Mutafova est née le 2 février 1922 à Sofia. Elle est la fille de Konstantin Mutafov, un dramaturge du théâtre national Ivan Vazov.
Elle commence à se produire sur scène en 1945 dans une représentation des fourberies de Scapin mise en scène par Stefan Surchadzhiev.
En 1956, elle participe à la création du Aleko Konstantinov State Satirical Theatre (en) dont elle sera résidente juste qu'au début des années 1990. Elle reviendra régulièrement se produire dans ce théâtre, jusqu'en 2018 où, à plus de 90 ans, elle est encore à l'affiche.
Elle meurt le 6 décembre 2019 à Sofia.

## Distinctions et hommages
En 2022, la banque nationale de Bulgarie met en circulation une pièce commémorative d'une valeur faciale de 2 levs pour célébrer le 100e anniversaire de la naissance de l'actrice.